# Keltersbaumbach
Der Keltersbaumbach ist ein linker Zufluss des Godesberger Bachs in Bonn und verläuft im Ortsteil Schweinheim im Stadtbezirk Bad Godesberg. Seine Gesamtlänge beträgt 1090 Meter, sein Einzugsgebiet ist 1,1 Quadratkilometer groß.

## Namensgebung
Die Bezeichnung Keltersbaum geht auf historischen Weinbau auf dem nordostexponierten Talhang zurück.

## Verlauf
Der Keltersbaumbach entspringt etwa 500 m östlich des Hermann-Löns-Denkmals am Südhang des Kottenforstplateaus zwischen Venner Straße und Marienforster Kirchweg. Der Bach hat keine punktuelle Quelle, sondern bildet sich in seinem Quellgebiet aus mehreren kleinen Wasserläufen, welche durch Schichtquellen gespeist werden, die aus der Hauptterrasse als Grundwasserleiter austreten.
Zunächst verläuft der Bach in einem Waldgebiet in Richtung Osten, bis er nach ca. 450 m unterhalb der landwirtschaftlich genutzten Fläche des Guts Marienforst nach Südosten abknickt. Hierbei nimmt er einige Nebenläufe auf. In seinem weiteren Verlauf fließt der Bach bis zur Unterquerung der Straße Im Hohn innerhalb eines Kerbtales mit teilweise hohen Erosionsraten und einer ausgeprägten SW-NE-Talasymmetrie. Ab der Straßenunterquerung ist er dann für 60 m verrohrt und durchquert danach einige private Gartenanlagen, wobei hier wenig Naturnähe vorzufinden ist.
Nachdem der Keltersbaumbach die Landesstraße 158 erreicht hat, verläuft er für etwa 180 m parallel zu dieser in Richtung Südwesten in Grabenführung, bis er sie am Gut Marienforst unterquert und nach weiteren 70 m Richtung Nordost in ein Stillgewässer mündet. Der Überlauf dieses durch Sedimentfracht schon teilweise verlandeten Teiches entwässert dann in den Godesberger Bach.
Der Bach durchfließt Waldgebiet, Siedlungsraum sowie landwirtschaftliche Nutzfläche. Die Gewässergüte in den nicht verrohrten Bereichen ist II.

## Besonderheiten
Die besondere geologische Situation am Rand des Kottenforstplateaus bedingt den flächenhaften Austritt von Grundwasser im Quellgebiet.
Der Beginn der Quellenbildung ist auf vor ca. 10.000 Jahren (Quartär, Holozän) zu datieren.
Die Gewässerökologie im forstwirtschaftlich genutzten Oberlauf ist nahezu ungestört.

## Galerie

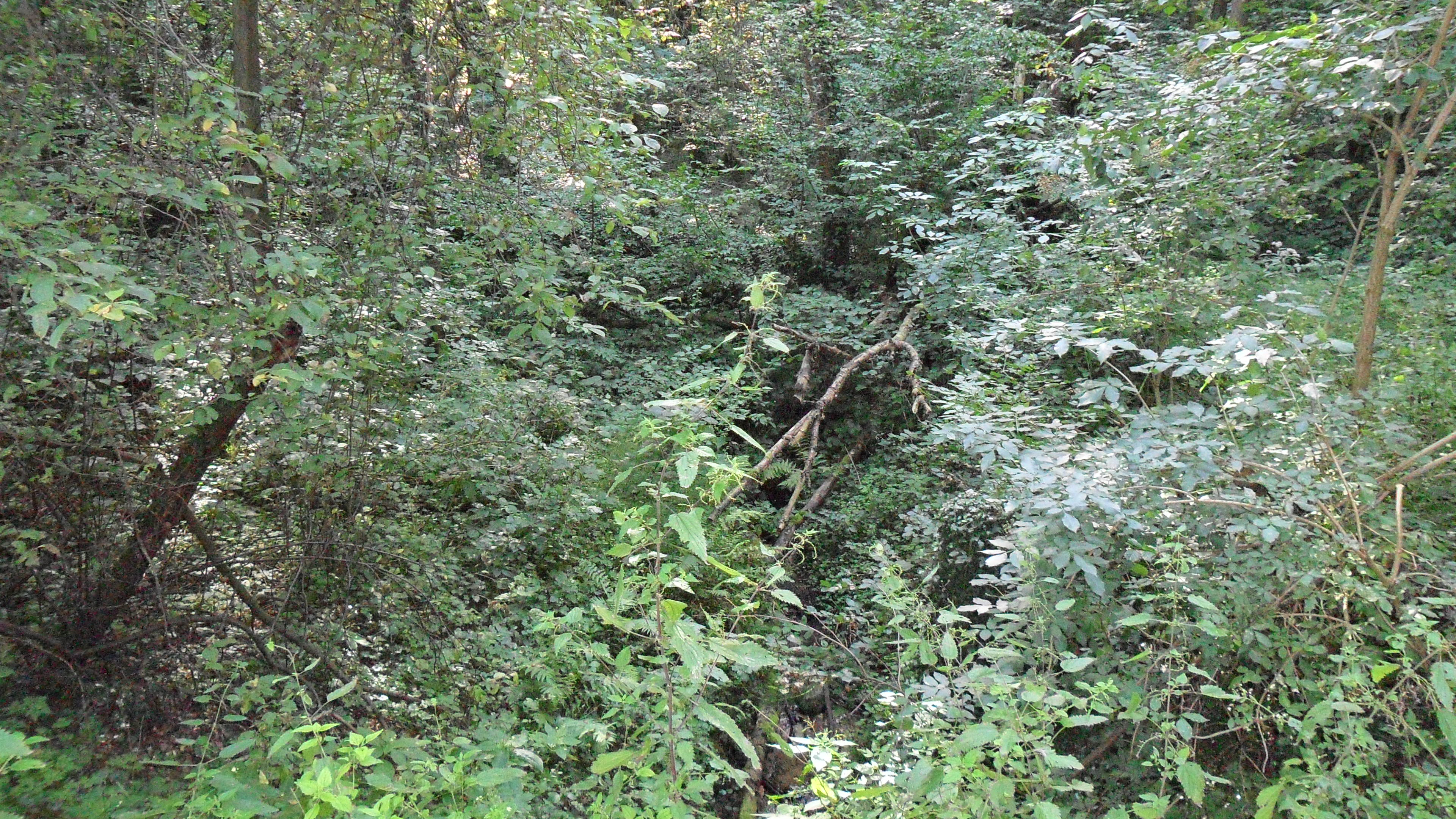
Dichte, naturbelassene Flora am Oberlauf des Keltersbaumbaches
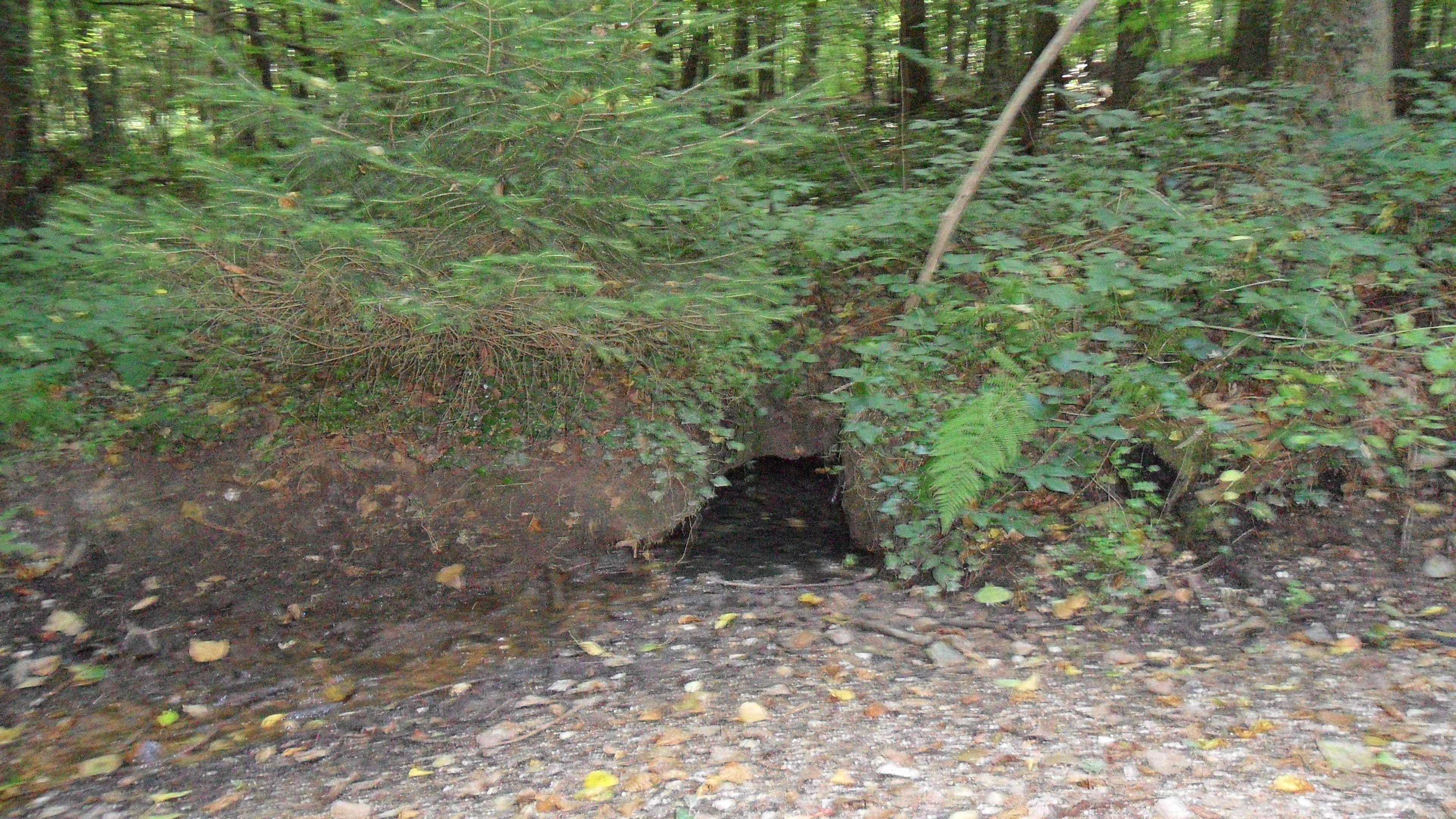
Die „natürlich gefasste“ Quelle eines Nebenlaufes
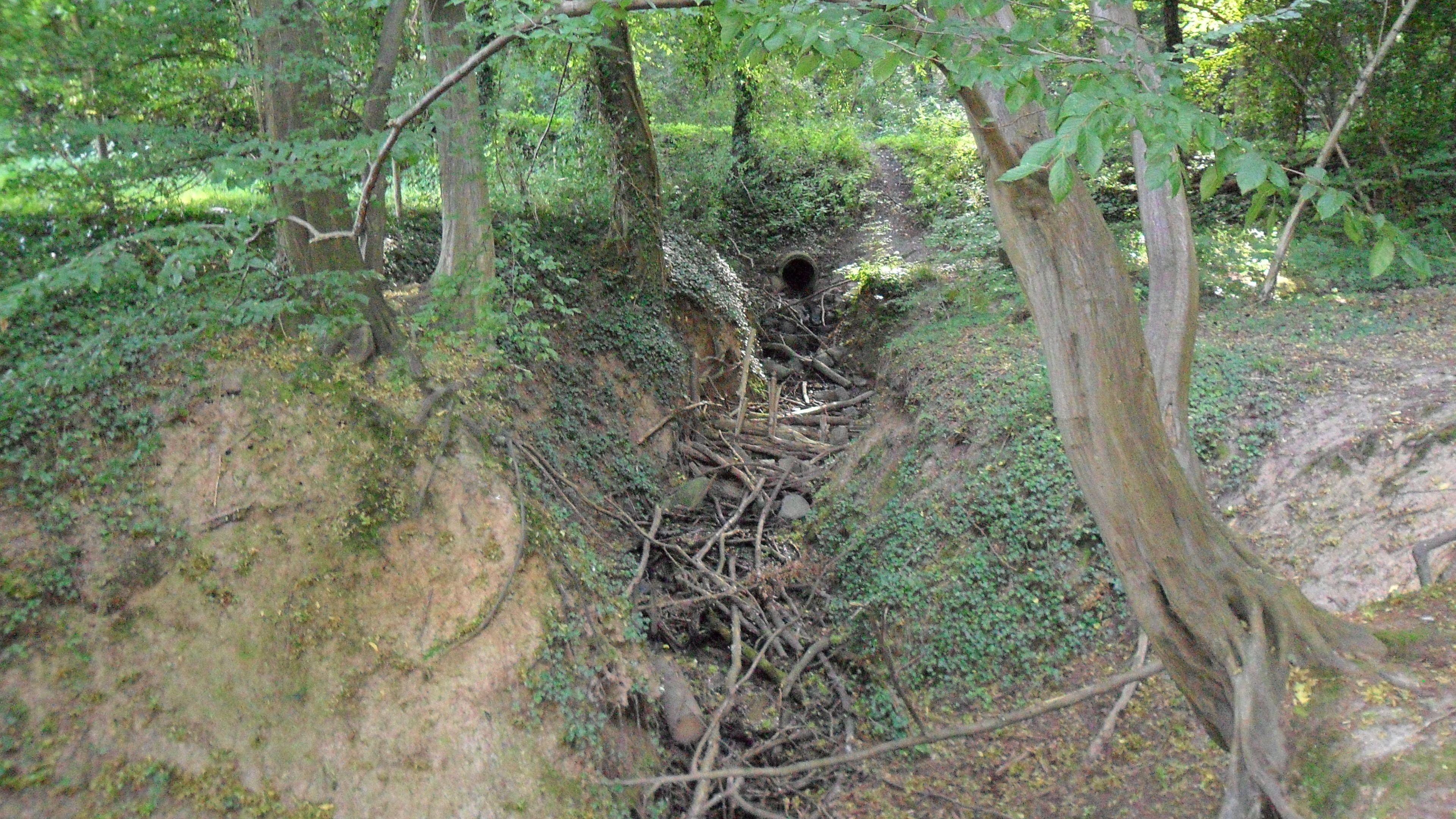
Kurze Verrohrung im Oberlauf am Beginn des Marienforster Kirchweges
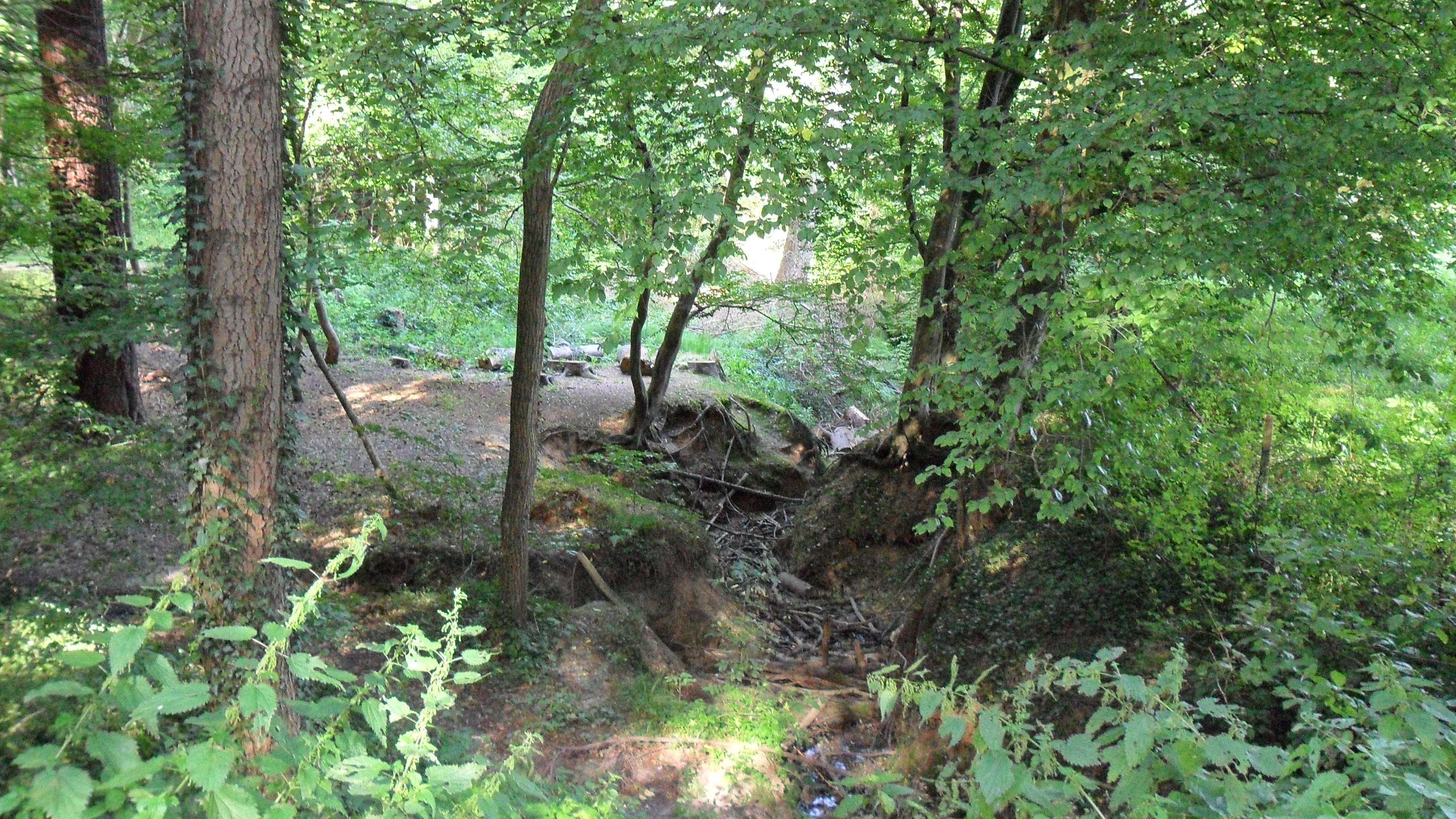
Der Keltersbaumbach unterhalb des Marienforster Kirchweges
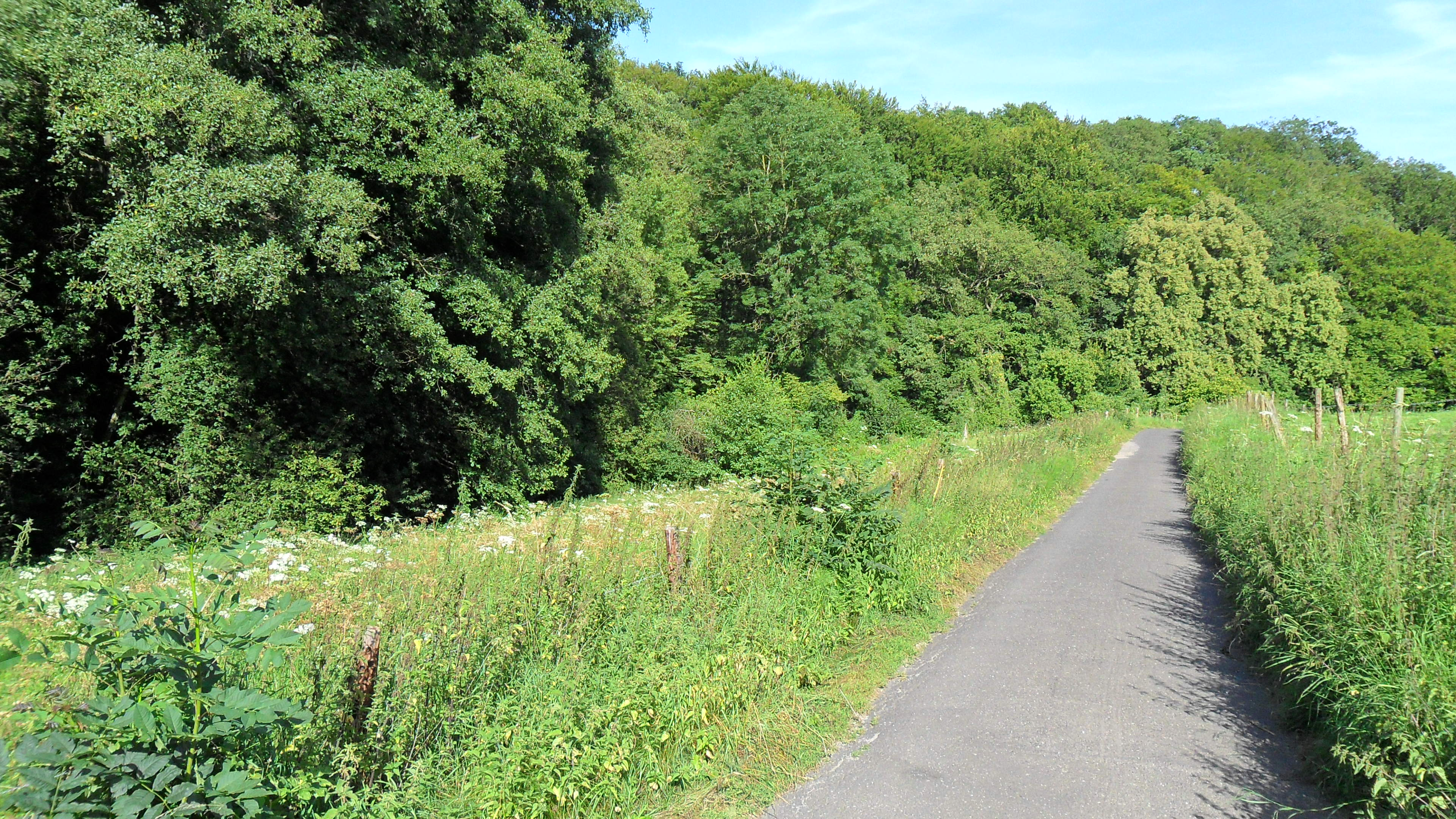
Das Keltersbaumbachtal im Mittellauf